# ピカディージョ

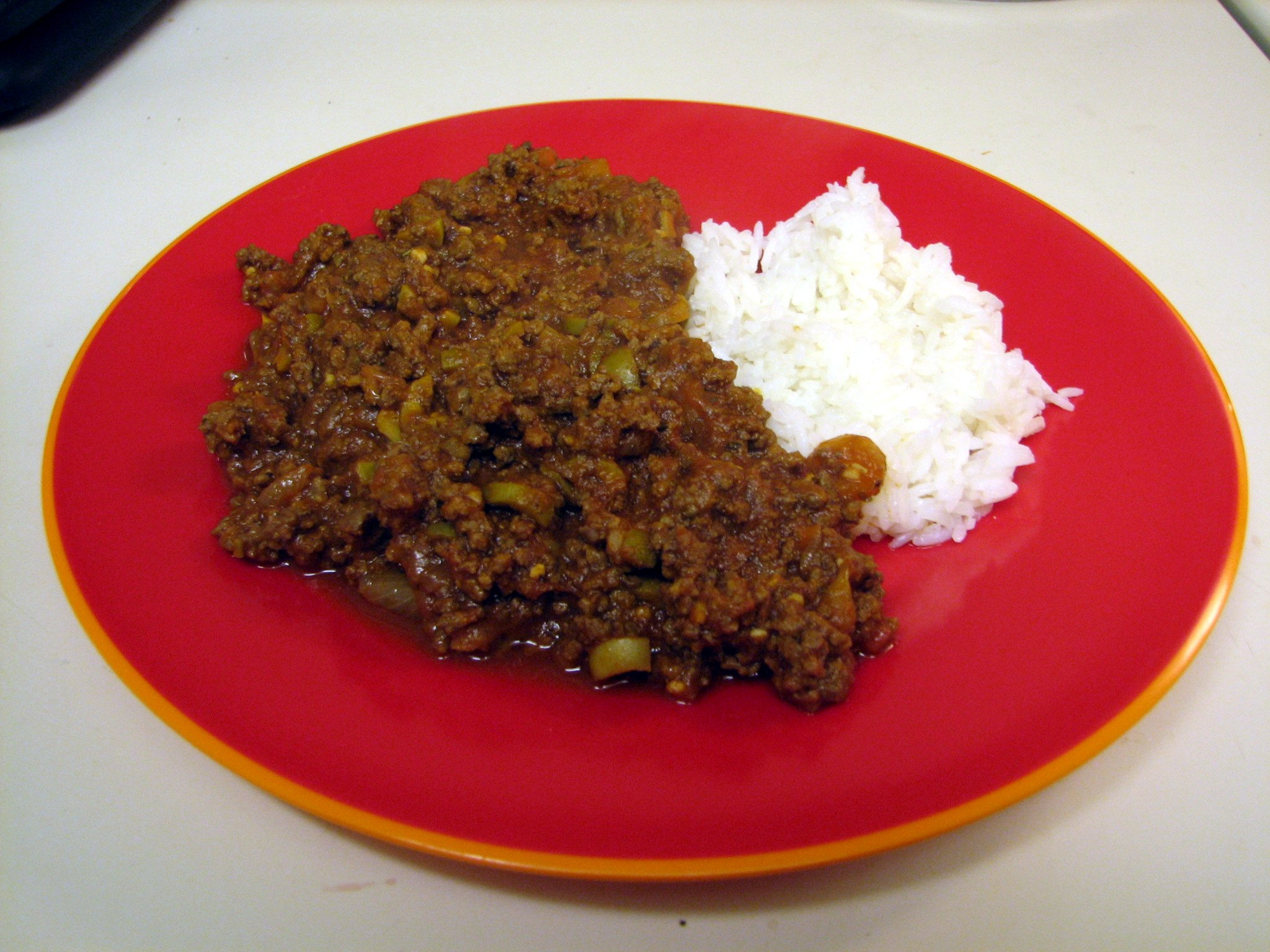
ライスとともに盛ったピカディージョ

ピカディージョ(Picadillo)は、ハッシュと似た、ラテンアメリカの多くの国とフィリピン（フィリピンではginilingやarroz a la Cubanaとも呼ばれる。）の伝統料理である。牛挽肉、トマト（代わりにトマトソースを用いることもある）の他、地域によって様々な材料を用いる。ライスと一緒に供されたり、タコスやペイストリー、クロケットの具材としても用いられる。スペイン語でpicarは、「ミンチにする」「刻む」を意味する。

## コスタリカ
コスタリカでは、potato picadilloやayote picadillo等、メインの野菜を付けて料理名とされ、ピーマン、タマネギ、フォン、ハーブ、スパイス等が加えられる。タンパク源が入ることもあるが、必須ではない。トルティーヤまたはライスが添えられる。

## キューバ
キューバでは、トウガラシ、タマネギ、ニンニク、オレガノ、クミン、トマトソース、フォン、オリーブが入れられ、レーズン、ジャガイモ、ケッパーが加えられることもある。地域により、オリーブ油と白ワインでソテーする。ブラック・タートル・ビーン及びライスとともに供する。

## ドミニカ共和国
ドミニカ共和国では、トウガラシ、赤タマネギ、ニンニク、トマトソース、ブイヨンキューブ、オリーブ、ケッパー、レーズン、固ゆで卵、リンゴ酢、オールスパイスを加える。白米や玄米のライスとともに供する。

## プエルトリコ
プエルトリコでは、エンパナーダ、アルカプリア、ピオノノやその他のフリッター等のフィリングとして用いられる。ライスや豆とともに供することもある。挽肉をハム、タイム、クミン、オレガノ、ローリエ、レカイト、トマトソース、また時にはレーズン（ラムレーズン）、オリーブ、ケッパー、ジャガイモ等とともにアナトー油でソテーする。

## フィリピン
フィリピンでは、伝統的には牛挽肉とジャガイモまたはハヤトウリから作る汁気の多い料理である。汁気の少ないものもある。タガログ語で挽肉を意味するギニリン（giniling）と呼ばれることもある。またキューバ人が「ピカディージョ」と呼ぶものは、フィリピン人にはアロス・ア・ラ・クバーナ（Arroz a la Cubana）として知られている。ライス、揚げたプランテンを添え、上に目玉焼きを飾る。ゆで卵と一緒に食べることもある。

## メキシコ
メキシコの一部では、調理中にタマネギとライムを加える。ソースに砂糖やハチミツで甘みをつけ、照り焼きやプルコギに似た味付けにすることもある。味付けにレーズンも用いられる。沿岸や先住民の住む地域では、牛肉の代わりに貝からマグロまでの魚介類を用いる。
メキシコの別の地域では、ワヒーヨとソテーしたタマネギ、トマト等から作る。